# Tàu điện ngầm Glasgow
Tàu điện ngầm Glasgow là một hệ thống tàu điện ngầm ở thành phố Glasgow, Scotland, Vương quốc Liên hiệp Anh và Bắc Ireland. Được khai trương ngày 14 tháng 12 năm 1896, đây là hệ thống tàu điện ngầm cổ thứ 3 trên thế giới, sau Tàu điện ngầm London và Tàu điện ngầm Budapest. Ban đầu là một đường ray điện, hệ thống đường ngầm này đã được điện khí hóa, nhưng khổ đường ray của tuyến đường đôi này không bao giờ được mở rộng ra. Ban đầu được gọi là Glasgow District Subway, hệ thống này đã được đổi tên thành Glasgow Underground năm 1936. Dù đổi tên, nhiều người dân địa phương vẫn gọi nó là "the Subway". Năm 2003 tên gọi Subway đã được đơn vị vận hành hệ thống này là Strathclyde Partnership for Transport (SPT) chính thức sử dụng lại. Hệ thống này vẫn là một trong hai hệ thống tàu điện ngầm ở Anh quốc ở bên ngoài London, hệ thống kia là Tàu điện ngầm Tyne và Wear. Một báo cáo nghiên cứu khả thi tốn £40.000 để kéo dài đoạn phía nam đang được triên khai.
Đây không phải là hệ thống tàu điện ngầm cổ nhất ở Glasgow mà thuộc về một đoạn dài 5 km của tuyến đường ray thành phố và quận Glasgow được khai trương năm 1886, hiện là một phần của tuyến Bắc Clyde của mạng lưới đường ray ngoại ô chạy trong một đường tuy nen dưới mặt đất dưới trung tâm thành phố giữa High Street và phía tây của Charing Cross.